# Državna cesta D534
D534 je državna cesta u Hrvatskoj. 
Nalazi se u Lici, kod Gospića i zapravo predstavlja spojnicu državne ceste D25 na čvor Gospić na autocesti A1. Cesta je izgrađena u sklopu izgradnje A1.
Na cesti je i most preko željezničke pruge. Ukupna duljina iznosi 2,4 km.